# Гайанско-мексиканские отношения
Гайанско-мексиканские отношения — двусторонние дипломатические отношения между Гайаной и Мексикой.

## История
Гайана и Мексика — две американские страны с совершенно разной историей и путями развития. В мае 1966 года Гайана получила независимость от Великобритании, дипломатические отношения с Мексикой были установлены 1 марта 1973 года. С тех пор дипломатические отношения между Гайаной и Мексикой ограничивались только взаимодействием в международных организациях, в том числе Организации Объединённых Наций и Карибском сообществе. В 2009 году Мексика впервые в истории открыла посольство в Гайане, после чего между странами ускорилось развитие дипломатических отношений. В 2013 году страны отметили 40 лет со дня установления дипломатических отношений.

## Торговля
В 2017 году объём товарооборота между странами составил сумму 57,2 млн. долларов США. Экспорт Мексики в Гайану: пшеница, удобрения, фасоль, алкоголь (пиво) и сталь. Экспорт Гайаны в Мексику: бокситы, ром и кристаллы. В Гайане присутствуют несколько мексиканских многонациональных компаний, в том числе Corona и Qualfon.

## Дипломатические миссии
- Свои интересы в Мексике Гайана реализует через посольство в Вашингтоне (Соединённые Штаты Америки)[7].
- Мексика содержит посольство в Джорджтауне[8].